# David Keirsey
David West Keirsey (né le 31 août 1921 en Oklahoma - mort le 30 juillet 2013) est un psychologue, professeur émérite à l'Université d'État de Californie à Fullerton et auteur de plusieurs livres. Dans ses publications les plus célèbres, Please Understand Me (S'il vous plaît, comprenez-moi, coécrit avec Marilyn Bates en 1978) et l'édition révisée Please Understand Me II (paru en 1998), il présente une typologie des personnalités humaines inspirée du Myers-Briggs Type Indicator, avec quatre tempéraments psychologiques et seize types de personnalité. Les deux éditions de Please Understand Me contiennent un questionnaire d'auto-évaluation, des portraits détaillés et une description systématique des tempéraments et des types de personnalité. Par la suite, Keirsey s'est penché sur les problèmes de gestion de conflits, en se spécialisant dans le conseil et le coaching d'enfants et d'adultes.

## Éducation et expérience professionnelle
Keirsey a passé son baccalauréat au Pomona College, puis son master et son doctorat à la Claremont Graduate University. En 1950, il travaille comme conseiller d'éducation dans un ranch pour délinquants juvéniles. Il passera vingt ans à travailler dans des écoles publiques, engagé dans des interventions correctives dont le but est d'aider des enfants potentiellement engagés sur le chemin de la délinquance. Après quoi, il travaille onze ans à l'université d'État de Californie à Fullerton, et entraînera des conseillers d'éducations à identifier les habitudes dites déviantes chez les enfants, parents et professeurs, et à appliquer des techniques visant à les rendre capables d'abandonner de telles habitudes.

## La thèse des tempéraments psychologiques
Keirsey a longuement développé son système des quatre tempéraments psychologiques (Gardien, Artisan, Idéaliste et Rationnel) et des seize types. Une grande partie des textes trouvables sur Internet au sujet des types MBTI sont inspirés des descriptions rédigées par Keirsey dans son livre Please Understand Me. Il a commencé ses recherches et ses observations sur le comportement humain lorsqu'il est revenu de la Seconde Guerre mondiale, où il a servi dans les Marines en tant que pilote d'avion.
Keirsey dit s'inspirer de penseurs aussi anciens qu'Hippocrate, Platon ou Aristote. Parmi ses influences modernes, on peut compter les travaux de William James, John Dewey, Ernst Kretschmer, William Sheldon, Jay Haley, Gregory Bateson, Max Wertheimer, Wolfgang Kohler, Raymond Wheeler, Erich Fromm, Alfred Adler, Rudolf Dreikurs, Milton Erickson, et Erving Goffman. Il se considère lui-même comme le dernier psychologue de la Gestalt vivant.
En 1921, Carl Jung publiait son livre Types psychologiques, où il élaborait le concept de type psychologique, basé sur les oppositions entre introversion et extraversion pour le rapport au monde et à soi, pensée et sentiment pour les fonctions de jugement, sensation et intuition pour les fonctions de perception, et sur la coexistence de fonctions principales et auxiliaires. Isabel Briggs Myers et sa mère, Katharine Cook Briggs, ont étendu et systématisé le schéma jungien de manière à obtenir seize types psychologiques, regroupés dans le Myers-Briggs Type Indicator. Dans un article de deux pages intitulé « Characteristics of Types in High School » (Caractéristiques des types au lycée), Isabel Myers a décrit très brièvement les seize types. Keirsey a reconnu ces seize descriptions comme pertinentes, reflétant et donnant du sens à ses propres observations de psychologue scolaire, et il s'en est servi comme base pour élaborer ses propres théories sur le sujet, qui en sont une forme étendue et modifiée. L'innovation la plus importante de Keirsey, que l'on ne trouvait pas dans le seul MBTI, a été de catégoriser les types au sein de quatre tempéraments, et de décrire des comportements observables plutôt que de spéculer au sujet de pensées et de sentiments qu'il est impossible de voir. Keirsey a apporté ses propres définitions des seize types, en les reliant notamment les uns aux autres par le tempérament dont chacun font partie. Alors que Myers écrivait surtout à propos des fonctions psychologiques de Jung, c'est-à-dire à propos de processus mentaux, Keirsey s'est concentré sur la façon dont les gens utilisent les mots pour formuler des messages implicites (sur la façon dont ils connotent leurs phrases) et utilisent des outils pour réaliser des objectifs, c'est-à-dire sur des actions observables empiriquement. Il en a tiré une analyse détaillée, synthétique et systématique, des aspects de chaque type de personnalité et tempérament, ce qui inclut les « intérêts uniques de chaque tempérament », l'orientation, les valeurs éthiques, l'image de soi et les rôles sociaux.
Myers groupait les types par leur fonction cognitive dominante, comme suit :
- Pensée introvertie : INTP et ISTP
- Intuition introvertie : INFJ et INTJ
- Sentiment introverti : INFP et ISFP
- Sensation introvertie : ISTJ et ISFJ
- Sentiment extraverti : ENFJ et ESFJ
- Pensée extravertie : ENTJ et ESTJ
- Intuition extravertie : ENFP et ENTP
- Sensation extravertie : ESFP et ESTP

Keirsey, influencé par la typologie d'Ernst Kretschmer (Hypersthétique, Anesthétique, Mélancolique et Hypomaniaque), a regroupé les types différemment, arguant que les quatre types NF (iNtuition/Sentiment) sont hyperesthétiques (hypersensibles), les NT (iNtuition/Pensée) anesthétiques (insensibles), les SJ (Sensation/Jugement) mélancoliques (dépressifs), et les SP (Sensation/Perception) hypomaniaques (enclins à l'excitation). À l'époque, vers le milieu des années 1950, Keirsey est surtout intéressé par les relations entre les tempéraments psychologiques et les comportements anormaux, estimant que Kretschmer et son disciple William Sheldon sont les seuls à avoir - jusqu'ici - écrit sur le sujet.

## Controverse autour du TDA
En tant que psychologue clinicien, Keirsey juge les prescriptions de médicaments psychotropes et stimulants en tant que traitement du trouble du déficit de l'attention comme non seulement inutiles, mais même nuisibles pour les enfants concernés. Il a durement critiqué ce qu'il estime être un « abus épidémiologique » commis sur des enfants, et revendique une gestion effective sur ce genre de cas par ce qu'il appelle sa « méthode des conséquences logiques ».
Keirsey a reconnu que le TDA constituerait un problème différent de ceux auxquels il s'est habituellement intéressé. En effet, les enfants développant ce trouble sont inactifs et éprouvent des difficultés à se concentrer, et le TDA est défini exclusivement par ce que les enfants ne font pas, tandis que la plupart des troubles psychologiques sont définis par ce que les sujets font. Du point de vue de Keirsey, le TDA est une catégorisation non pertinente que l'on assignerait, à tort, à des enfants qui ignorent leur professeur sans causer de troubles précis, contrairement aux enfants dits perturbateurs qui, eux, manifestent leurs troubles par un comportement actif. Keirsey désigne la prescription de médicaments aux enfants atteints du TDA comme étant « la grande arnaque du TDA » (« The Great ADD Hoax ») et soutient que les enfants désignés comme atteints du TDA ou TDA/H auraient en réalité un tempérament Artisan ou SP (caractérisé par une démarche concrète dans le propos et utilitariste en ce qui concerne le fait de se fixer des objectifs).